# Symphonie Espagnole
La Symphonie Espagnole op. 21 (in italiano Sinfonia Spagnola) è una composizione di Édouard Lalo per violino e orchestra. È probabilmente la sua opera più nota ed eseguita.

## Storia
Pablo de Sarasate era un ragazzino poco più che undicenne quando nel gennaio 1856 giunse a Parigi dalla natia Spagna per studiare violino e composizione al Conservatorio di Parigi. Il suo straordinario e precoce talento di violinista ebbe modo di manifestarsi immediatamente, tanto da riuscire a conquistarsi il favore e l'ammirazione del pubblico parigino.
Con il passare del tempo Sarasate iniziò a coltivare il desidero di ampliare il proprio repertorio, con l'intento di cercare oltre il virtuosismo brillante dei pezzi di bravura (di cui fu anche egli stesso autore: ne è un esempio la sua Zigeunerweisen del 1878). La perizia tecnica di Sarasate, unita alla bellezza del suono e alla ricchezza del fraseggio, non era comunque passata inosservata ai compositori parigini: non sorprende infatti che quando egli si presentò a Camille Saint-Saëns per commissionargli un concerto, egli rispose senza indugi affermativamente: «Lusingato ed incantato in massimo grado, gli promisi che ne avrei scritto uno». Nacque così il suo Concerto per violino e orchestra n. 1, op. 20, lavoro cui sarebbero seguiti numerosi altri brani scritti espressamente per Sarasate (tra cui nel 1877 il Concerto n. 2 in re minore, op. 44 di Max Bruch).
Anche Édouard Lalo ebbe modo di conoscere Sarasate: per lui Lalo scrisse nel 1873 il suo Concerto per violino e orchestra op. 20, di cui Sarasate diede la prima esecuzione il 18 gennaio 1874 nel cartellone dei Concerts Colonne al Théâtre du Châtelet di Parigi, sotto la direzione di Édouard Colonne. Il brano fu il primo vero successo di Lalo presso il pubblico (specialmente grazie alla performance di Sarasate), ma non ebbe grande riscontro critico (il compositore russo Tchaikovsky in una lettera del 1878 ne evidenziò le varie fragilità a livello compositivo) e non entrò mai nel repertorio violinistico, fino ad essere oggi completamente assente dai programmi concertistici. 
Incoraggiato dall'apprezzamento riscosso presso il pubblico, Lalo si mise rapidamente al lavoro su un altro brano per Sarasate. La Sinfonia Spagnola, scritta nel 1874 e tenuta a battesimo dallo stesso dedicatario a Parigi il 7 febbraio 1875 sotto la direzione di Jules Pasdeloup nella stagione dei Concerts Populaires al Cirque d’hiver, ebbe un clamoroso successo. Sarasate stesso contribuì a diffondere il brano in tutta Europa: già pochi mesi dopo la prima parigina la Sinfonia Spagnola venne eseguita a Bruxelles, l'anno seguente l'opera debuttò a Berlino con i Berliner Symphoniker. Inoltre pochi anni dopo (sicuramente a partire dal 1887) la Sinfonia Spagnola era sbarcata oltreoceano.
L'immediata pubblicazione del brano da parte di Durand & Schoenewerk, prima nella riduzione per violino e pianoforte (18 febbraio 1875) e in partitura dopo alcune revisioni del compositore (maggio dello stesso anno), contribuì significativamente alla crescente popolarità del brano, che divenne rapidamente parte integrante del repertorio dei violinisti virtuosi. La Sinfonia Spagnola è tutt'oggi un pezzo assai frequente nella programmazione concertistica, per il suo sicuro effetto sul pubblico, ed è pertanto parte integrante del repertorio violinistico standard (come testimoniato dalle innumerevoli incisioni discografiche).
Tchaikovsky conobbe la Sinfonia Spagnola nel marzo 1878 attraverso le parti procurategli dall'amico violinista Iosif Kotek. Ne rimase profondamente incantato e ne trasse verosimilmente un significativo stimolo per apprestarsi alla composizione del suo Concerto per violino e orchestra, che cominciò proprio in quei giorni.
I successivi lavori per violino e orchestra di Lalo (la Fantaisie Norvégienne e il Concerto Russe op. 29) come prevedibile, non eguagliarono il successo della Symphonie Espagnole.

## Struttura
A dispetto del titolo, la Sinfonia Spagnola non è una sinfonia. Si tratta invece di un vero e proprio concerto per violino e orchestra, in cui convivono lirismo e inclinazione alle concessioni virtuosistiche, cosa non sorprendente se si considera che Lalo era a sua volta un abile violinista (fu violista e violinista del Quartetto Armingaud). Per Giacomo Manzoni, la Sinfonia Spagnola «è un pezzo dal caldo empito romantico, denso di un pathos acceso e trascinante, a cui le intonazioni popolaresche danno un colore tutto particolare». Anche Manzoni considera l’opera sostanzialmente un concerto solistico, in quanto «il violino vi è trattato in funzione solistica ed è il vero protagonista del discorso musicale: la sua parte è di un virtuosismo denso e brillante». 
La suggestione del colore musicale spagnolo era comune in vari compositori francesi tra la fine del XIX secolo e gli inizi del XX secolo; è il caso della rapsodia España di Emmanuel Chabrier, di Havanaise e del Capriccio andaluso di Saint-Saëns, di Ibéria (la seconda delle Images pour orchestre) di Claude Debussy, senza dimenticare Boléro, Rapsodie espagnole e Alborada del gracioso di Maurice Ravel. Tale fascinazione per la musica iberica indusse Manuel De Falla ad osservare sagacemente che «le più grandi composizioni spagnole sono state scritte da francesi». La Sinfonia Spagnola può essere considerata premonitrice di tale gusto estetico, anticipando di qualche tempo la première di Carmen di Georges Bizet. 
Caratteristica della Sinfonia Spagnola è la suddivisione in cinque movimenti in luogo dei tre convenzionali del concerto. In passato, alcuni violinisti avviarono l’abitudine di escludere l’esecuzione del terzo movimento indicato come Intermezzo; tuttavia Yehudi Menuhin riabilitò la versione originale in cinque movimenti che tuttora viene eseguita abitualmente.

### I. Allegro non troppo
Il primo movimento si apre con una breve ed energica introduzione dell’orchestra, seguita dagli arpeggi affidati al violino solista, quindi orchestra e solista presentano l’elemento tematico fondamentale del movimento; dopo una serie di scale ascendenti del violino si ha l’esposizione del tema in re minore. Nel movimento Lalo riprende lo schema della forma-sonata; si ha quindi uno sviluppo cui segue, dopo il ritorno delle scale ascendenti del violino, una ripresa nella quale fa la sua apparizione la tonalità di re maggiore; poi è la volta di una coda che riporta alla tonalità di re minore. 

### II. Scherzando: Allegro molto - Poco più lento - Tempo I
Nel secondo movimento un’atmosfera più brillante è conferita dal pizzicato degli archi, richiamante le sonorità di una chitarra. Dopo l’Allegro molto, il successivo Poco più lento è una sorta di trio nel mezzo di uno scherzo, nel quale domina una nota languida dovuta anche al ritorno del modo minore. Si ha quindi il ritorno al tempo iniziale, di grande effetto la parte solistica.

### III. Intermezzo: Allegretto non troppo
L’Intermezzo si caratterizza per la suggestione del ritmo di habanera, una danza tipicamente ispano-americana (il nome Habanera deriva dalla città de L’Avana, capitale di Cuba), simile al tango e dal caratteristico ritmo binario piuttosto lento. Dopo l’energico unisono introduttivo dell’orchestra, il violino entra in scena presentando una semplice melodia basata su un intervallo di terza minore discendente. Segue una sezione centrale nel tempo di 6/8 che introduce un’atmosfera del tutto contrastante con quella della sezione precedente; si ha poi il ritorno di quest’ultima nella quale viene ripreso il materiale tematico iniziale.

### IV. Andante
Il quarto movimento ha la solennità grave di un inno basato su una misura ternaria che non si discosta mai molto dalla tonalità di re minore. Tra i cinque, è l’unico in cui non si ode alcun ritmo di origine ispanica. Il movimento si svolge sereno e caratterizzato da momenti di grande suggestione all'ascolto. Dopo la sezione centrale in modo minore, la melodia dell’inno è riproposta su un ostinato di violoncelli e contrabbassi. L’intero Andante può essere considerato come un significativo omaggio di Lalo all’arte di Sarasate per la grazia nel fraseggio.

### V. Rondò: Allegro - Poco più lento - Tempo I
Nel finale, nel quale Lalo aggiunge all’orchestra le sonorità di ottavino, tamburello, triangolo e arpa, dopo la breve introduzione orchestrale il solista presenta il tema principale in re maggiore (che successivamente riapparirà di nuovo in fa diesis, in si bemolle e poi ancora in re); poco per volta il violino assume accenti sempre più appassionanti e ricompare un ritmo di habanera. Una progressione sul ritmo della danza preannuncia la conclusione, nella quale il solista può dare ampia prova della propria abilità tecnica.

## Discografia parziale
- Joshua Bell; Orchestre Symphonique de Montréal, Charles Dutoit (Decca)
- Marat Bisengaliev; Polish National Radio Symphony Orchestra, Johannes Wildner (Naxos)
- Alfredo Campoli; London Philharmonic Orchestra, Eduard van Beinum (Decca)
- Kyung Wha Chung; Orchestre Symphonique de Montréal, Charles Dutoit (Decca)
- Augustin Dumay; Orchestre du Capitole de Toulouse, Michel Plasson (EMI)
- Christian Ferras; Philharmonia Orchestra, Walter Susskind (EMI)
- Arthur Grumiaux; Orchestre des Concerts Lamoureux, Manuel Rosenthal (Philips)
- Yehudi Menuhin; Philharmonia Orchestra, Sir Eugene Goossens (EMI)
- Nathan Milstein; St. Louis Symphony Orchestra, Vladimir Golschmann (Testament)
- Shlomo Mintz; Israel Philharmonic Orchestra, Zubin Mehta (Deutsche Grammophon)
- David Oistrakh; Philharmonia Orchestra, Jean Martinon (EMI)
- Itzhak Perlman; Orchestre de Paris, Daniel Barenboim (Deutsche Grammophon)
- Ruggiero Ricci; Orchestre de la Suisse Romande, Ernest Ansermet (Decca)
- Isaac Stern; Philadelphia Orchestra, Eugene Ormandy (Sony BMG)
- Henryk Szeryng; Orchestre National de L'Opéra de Monte Carlo, Édouard van Remoortel (Philips)
- Yan Pascal Tortelier; City of Birmingham Symphony Orchestra, Louis Frémaux (EMI)
- Pinchas Zukerman; Los Angeles Philharmonic, Zubin Mehta (Sony BMG)